# سبال روزي
سبال روزي (الاسم العلمي: Sabal rosei) هو نوع نباتي يتبع جنس السبال من فصيلة الفوفلية.